# Llenguatge Wolfram
El llenguatge Wolfram (/ˈwʊlfrəm/ WUUL-frəm) és un llenguatge de programació multiparadigma general d'alt nivell desenvolupat per Wolfram Research. Fa èmfasi en la computació simbòlica, la programació funcional i la programació basada en regles i pot emprar estructures i dades arbitràries. És el llenguatge de programació del programa de càlcul simbòlic matemàtic Mathematica.
El Wolfram Language va ser una part de la versió inicial de Mathematica el 1988.
La sintaxi de Wolfram Language és similar en general a l'expressió M de LISP dels anys 60, amb suport per a operadors infixos i trucades a funcions "notació de funció".
La implementació oficial i de referència del Wolfram Language es troba a Mathematica i als serveis en línia associats. Aquests són de font tancada. Wolfram Research, però, ha llançat un analitzador C++ del llenguatge sota la llicència MIT de codi obert. El llibre de referència és d'accés obert.
En les més de tres dècades d'existència del llenguatge Wolfram, també s'han desenvolupat diverses implementacions de tercers de codi obert. El MockMMA de Richard Fateman de 1991 té una nota històrica, tant per ser la primera reimplementació com per haver rebut un cessament i desistiment de Wolfram. Les modernes encara es mantenen A Abril 2020 inclou Symja a Java, expreduce a Golang i Mathics basat en SymPy. Aquestes implementacions se centren en el llenguatge bàsic i el sistema d'àlgebra informàtica que implica, no en les funcions de "base de coneixement" en línia de Wolfram.
El 2019, Wolfram Research va llançar un Wolfram Engine de programari gratuït, per utilitzar-lo com a biblioteca de programació en programari no comercial.